# ÉDS Montluçon
ÉDS Montluçon (tiếng Pháp: Étoile des Sports Montluçonnais Football) là một câu lạc bộ bóng đá Pháp có trụ sở tại Montluçon (Allier). Đội được thành lập vào năm 1934 và giải thể vào năm 2011 do vấn đề tài chính. Đội chơi ở Stade Dunlop, có sức chứa 9.000. Màu sắc của câu lạc bộ là vàng và đen.

## Danh hiệu
- Champion DH Auvergne: 1947, 1950, 1959
- Champion de France Amateur (Centre): 1968
- Champion de Division 3 Centre: 1978